# ロベール (モルタン伯)
モルタン伯ロベール（フランス語：Robert, comte de Mortain, 1031年ごろ - 1095年ごろ）は、ノルマンディー出身の貴族で、イングランド王ウィリアム1世（ノルマンディー公ギヨーム2世）の異父弟。モルタン伯（在位：1049年ごろ - 1095年ごろ）および初代コーンウォール伯。ヘイスティングスの戦いにおいてウィリアム1世と行動を共にしたことが確認される数少ない仲間の1人であり、1086年のドゥームズデイ・ブックに記されているように、異母兄ウィリアム1世が統治したイングランド王国で最も主要な地主の1人であった。

## 生涯

### 生い立ち
ロベールはエルリュアン・ド・コントヴィルとアルレット・ド・ファレーズの息子であり、バイユー司教オドの同母弟である。ロベールは1031年ごろにノルマンディーでギヨーム2世（ウィリアム1世）の異母弟として生まれ、おそらく1030年ごろに生まれた兄のオドより1歳ほど若かったとみられる。1035年ごろ、父エルリュアンはコントヴィル子爵として、妻のアルレットとロベールとともにグレスタン修道院を創建した。

### モルタン伯
オルデリク・ヴィタリスによると、1049年ごろ、兄ギヨーム2世は追放したギヨーム・ゲルランクの代わりにロベールをモルタン伯とした。ギヨーム・ゲルランクはリシャール1世の孫であり、従ってノルマンディー公ギヨーム2世の父ロベール1世の従兄弟であった。ノルマンディー南部の国境の守備はギヨーム2世にとって極めて重要であり、ロベールはブルターニュとベレームの国境を守るこの重要な伯領を任された。

### イングランド征服
1066年初め、ロベールはギヨーム2世の側近による第1回リルボンヌ会議と、ギヨーム2世のイングランド征服計画について議論するために開催された第2回会議の両方に出席した。ロベールは侵略のための艦隊として120隻の船を提供することに同意したが、これはギヨーム2世の他の有力者よりも多かった。ロベールは1066年のヘイスティングスの戦いに参加したことが知られている数少ない人物の1人であった。バイユーのタペストリーには、イギリス上陸の日に兄ギヨーム2世およびオドと一緒に座っているペヴェンジーでの夕食会の様子が描かれている。コーンウォールのセント・マイケルズ・マウント修道院をノルマンディーのモン＝サン＝ミシェルのノルマン修道院に譲渡する際、ロベールはヘイスティングスの戦いで聖ミカエルの旗のもとに戦った（Habens in bello Sancti Michaelis vexillum）と記した。

### ウィリアム征服王より与えられた領地
イングランド征服に対するロベールの貢献について、兄ウィリアム1世は非常に重要であるとみなし、戦利品の大部分をロベールに与えた。ドゥームズデイ・ブックの時点で合計797の荘園があった。ロベールの領地が最も集中していたのはコーンウォールであり、そこでロベールは事実上その伯領の全域を領有しており、一部の人からはコーンウォール伯とみなされていた。一方でロベールは20の伯領に領地を所有していたが、いくつかの伯領にある領地はわずか5つの荘園のみであった。ロベールの財産の総額は2,100ポンドに上った。ロベールはローンセストン、コーンウォールおよびサマセットのモンタキュートより南西部の領地のほとんどを管理した。最も重要な領地は、イングランド南海岸の最も脆弱な地域の1つを守っていたペヴェンジー（サセックス東部）であった。

### 晩年
1069年、ロベールはウー伯ロベールとともに軍隊を率いてリンジーのデーン軍に対し大虐殺を行った。その後のロベールについてはほとんど記録になく、領地には滞在せずほとんどの時間をノルマンディーで過ごしていたようである。ロベールは兄のオドとともに1088年にウィリアム2世に対する反乱に参加したが、その後赦免された。ロベールは1095年、おそらく12月9日に亡くなり、グレスタン修道院の父親の近く、最初の妻マティルダの隣に埋葬されることを希望した。

## 人柄
ロベールはマームズベリのウィリアムの『Gesta Regum Anglorum』の中で愚かで鈍感な性質（crassi et hebetis ingenii）の人物として描かれている。ウィリアム征服王は彼を最大の支持者の一人と考え、重要なモルタン伯領を与えた。ロベールの性格に関するさらなる手がかりは、ロベールが牧師として探し求めた非常に賢明な修道士であるサヴィニーのヴィタリスの伝記に見ることができる。ある出来事では、ロベールは妻を殴り、ヴィタリスが介入してロベールが悔い改めなければ結婚生活を終わらせると脅したという。さらに別の項には、ヴィタリスはロベールに対する奉仕を突然辞め、護送されて戻った後、ロベールがヴィタリスに自らの行為に対する許しを懇願したことが記されている。全体として、ロベールはウィリアムから与えられたあらゆる任務に秀でていた。ロベールは信心深かったが、妻を殴るほど短気な性格で、優れた知恵のある人物ではなかったようである。

## 家族
ロベールは1066年以前に初代シュルーズベリー伯ロジャー・ド・モンゴメリーの娘マティルダ（モード）と結婚した。2人の間には以下の子女が生まれた。
- ギヨーム（1084年以前 - 1140年以降） - モルタン伯[1]
- アニェス - ヴィトレ領主アンドレ1世と結婚[1]
- デニーズ - 1078年に3代ラヴァル領主ギー2世と結婚[1]
- エマ - トゥールーズ伯ギヨーム4世と結婚[1]

エマの娘、トゥールーズ女伯フィリッパを通して、ロベールはアリエノール・ダキテーヌの曽祖父であり、ヘンリー2世以降のすべてのイングランド君主の祖先となった。
1084年に妻マティルダが死去した後、ロベールはアルモディスと再婚したが、この結婚で子供は生まれなかった。